# Liaotungská zátoka
Liaotungská zátoka (čínsky 辽东湾 – Liao-tung Wan, pchinjinem Liáodōng Wān) je záliv na severu Pochajského moře, jeden z jeho tří velkých zálivů (zbylé jsou Lajčouská zátoka a Pochajská zátoka). Má délku 220 kilometrů a na vstupu je široký 175 kilometrů. Protože Pochajské moře je součástí Žlutého moře a tedy Tichého oceánu, řadí se Liaotungský záliv mezi tichooceánské zálivy. Liaotungská zátoka je obklopena pevninou Čínské lidové republiky – na východě, severu i části západu se jedná o provincii Liao-ning, na západě se jedná také o provincii Che-pej. Nejdůležitější přístavy v zátoce jsou Jing-kchou v Liao-ningu a Chu-lu-tao v Che-peji, dalším významným městem u zátoky je Pchan-ťin. Do moře se zde vlévá mimo jiné řeka Liao-che.
Jsou zde ložiska ropy a zemního plynu.
V zátoce leží přílivový ostrov Pi-ťia-šan, kde podle čínské mytologie Pchan-ku stvořil svět.